# Bentheogennema burkenroadi
Bentheogennema burkenroadi är en kräftdjursart som beskrevs av Krygier och Wasmer 1975. Bentheogennema burkenroadi ingår i släktet Bentheogennema och familjen Benthesicymidae. Inga underarter finns listade i Catalogue of Life.